# レインマン (漫画)
『レインマン』（RAIN MAN）は、星野之宣による日本の漫画。『ビッグコミック』（小学館）誌上において2015年11号（6月10日号）から2018年3号（2月10日号）まで連載された。脳を持たない青年が自らの存在の謎を探求する中で、人間の無意識と並行世界の相関を解明してゆくSFサスペンス。
2017年、第21回手塚治虫文化賞マンガ大賞にノミネートされた。

## あらすじ

### 第1部 「雨」（レイン）
10年前、北関東で発生した大規模な豪雨災害。3日間にわたって続いた激しい雨は北関東一帯を襲い、殊に山岳地帯の某県犬呻村では山崩れの土砂によって一村がまるごと壊滅するという甚大な被害を受けた。前触れもなく突如として現れ、不自然なまでの豪雨を降らせた雨雲は、深刻な災害の爪痕を残して姿を消した。
都内の大学に通う青年・雨宮瀑（あまみや たき）は、唯一の肉親であった母を喪い、遺言に従って新宿に小さな事務所を構える「賽木超心理学研究所」に入所する。「超心理学」とは人間の精神が物質に与える作用を精査する研究で、いわば超能力や超常現象を科学的手法によって検証する学問である。オカルトまがいにも見える研究に戸惑いながらも瀑は所長である賽木の下で働き始めるが、ほどなくして瀑の前に自身と生き写しの男が現れ不可解な投身自殺を遂げる。死んだ男は瀑と生後すぐに離別した双子の兄・漣（れん）であった。存在すら知らなかった兄との再会に瀑は当惑するが、遺体の解剖結果はさらなる衝撃を瀑に与えた。漣の身体から見つかった異常は弟である瀑にも認められ、双子の兄弟には共に頭蓋の中に脳が無かった。しかしデカルトの金言の如く、脳が無くとも思考する自分は確かに存在している。自らの存在の謎を解明するため、瀑は脳と意識を巡る謎を探求することを決意する。
自治会からの調査依頼を受け、超心理学研究所の面々は多摩市の集合団地・羊ヶ山団地を訪れる。かつて「自殺の名所」として知られたこの団地は、ここ一年ほど様々なポルターガイスト現象に悩まされていた。やがて調査を進める過程で瀑は死んだ漣の霊に出会う。無数に現れた霊達は、自らを「レイン」と名乗った。レイン達は東西ブロックに別れる団地の西側に住む天堂阿砂という女の存在を教える。かつてカルト宗教の教祖であったこの女は、人間の脳に幻覚を送り込んで意のままに操る力があり、強力なポルターガイスト能力を持つ女子中学生・真名美達を使って団地に恐慌を起こそうと企んでいた。天堂によって団地は狂乱に陥り、真名美を助けた瀑も窮地に立たされるが、しかし悪魔崇拝にのめり込んだ男が唐突に天堂を刺し殺し、事件は思わぬことから終幕を迎える。奇妙なことに西ブロックが混乱する中、東側には異常現象が及ばず不思議な静寂に包まれていた。団地を揺るがした怪事件は、あるいは超常現象を信じる者と信じない者との意識の深層下のレベルでの対決であったのかもしれない。自殺者の霊に怯える西側の住人の意識の力が天堂を動かして怪現象を起こさせ、一方で非合理な不安を否定する東側の住人の意識の力が悪魔崇拝の男を刺客に選び出して天堂を殺させた。一連の騒動は、そうした住人達の思念のせめぎ合いであったのかもしれない。あたかも右脳と左脳の対立の絶えない一人の人間の脳のように。
超心理学研究所の面々は都内屈指のインテリジェントビルにある「最合脳科学研究所」に招かれる。所長の最合は賽木の大学の同窓で、「意識と無意識に関する実験を見せる」という触れ込みで瀑達を招いたのだった。実験とは脳機能シミュレーションロボット「Bレイン」を使ったデモンストレーションで、100万倍の情報処理能力をもって意識を形作る無意識の力は瀑を驚嘆させる。脳がない瀑に強い関心を示した最合は脳にまつわるテストを要請し、瀑は了承する。最合の助手・多霧冴のナビゲートでテストを受ける中、少年時代のおぼろげな記憶が瀑の脳裏に蘇った。10年前、「世界のフレームがズレる」ような異様な感覚の中でいじめっ子をこの世から消し去った、夢とも現ともつかない記憶。10年前といえば北関東の豪雨災害があった年であり、犬呻村出身の最合は災害で家族を喪ったという。奇妙な符合を訝しく思う中、再び瀑の前に漣の霊達が現れた。いや、「レイン」と名乗る彼らは漣の霊などではなく、瀑自身だと応える。この世界の裏側には可能性の数だけ分岐する無数の並行世界があり、彼らはそれらの世界で生きる瀑だと告げるが、直後Bレインに異変が起こった。瀑と同様に別世界の自身と繋がったBレインは「この世界の根源を知りたい」と欲して暴走し、並行世界から無限に供給される電力でビルを破壊し、驚異的に飛躍した演算能力によって国内屈指のスーパーコンピュータに一つの問いを問いかける。瀑の身を案じて駆けつけた真名美のポルターガイストによってBレインは焼失するも、遺されたその命題は瀑の心に強く焼きついた。
「世界とは意識か？」
膨大な無意識が意識を形作るように、この世界は無数の並行世界が作り出すものなのだろうか。

### 第2部 「霊」（スピリット）
再び最合の招きを受けた超心理学研究所の面々は、北関東の某県犬呻村に足を運ぶ。10年前の惨劇以降廃村となったこの村は災害で犠牲になった人間の霊魂が残っていると言われ、かつて超心理学研究所も調査に訪れたことがあった。ビル崩落事故により再出発を考えた最合は自らの原点に立ち戻ることを考え、かつての瀑達の調査にも同行した霊能者・深森清華も交えて、亡くした家族の霊を呼び寄せる降霊会を開こうというのだった。10年前に北関東一帯を襲った豪雨は、犬呻村の土砂災害だけでなく病弱だった賽木の一人娘の命をも奪った。深森は自身の霊能力で最合の家族と賽木の娘を呼び寄せると豪語するが、瀑は霊魂の存在を否定する。羊ヶ山団地の調査において賽木は霊とは異常な死に方をした人間の意識が空間に遺した痕跡ではないかという仮説を立てたが、瀑はその説を一歩押し進め、霊とは並行世界の分岐点に刻まれた人間の残像であると捉えた。あくまで霊の実在を主張する深森は瀑に反発し、霊能者らしい直感で爆を「世界を変えることのできる人間」と見抜き、10年前の豪雨災害を瀑によるものと糾弾する。無論瀑に心当たりはなく、考えられるとすれば兄である漣の存在だった。あるいは漣にも瀑と同様に並行世界と接触できる能力があったのかもしれない。10年前の豪雨は少年時代の漣が「世界のフレーム」をずらし、並行世界を招き寄せて起こしたものなのだろうか。
続く幽霊屋敷の調査でも、瀑は心霊現象と並行世界の関係に迫る。N県蛭沢町にある蒼井戸館は日本の超心理学研究の草分けである蒼井戸高視博士の屋敷であるが、異様な心霊現象を体験する者も多くホラースポットとして知られていた。調査の過程で人体実験で多くの人間が殺害されていたことが判明し、殺されていった者達の怨恨が立ち籠めるような屋敷の空気は超心理学研究所の所員達をも圧迫する。が、瀑は霊とは並行世界で最後の瞬間を生きる犠牲者達の姿だと看破する。強い感情を抱いたまま死に直面した者の姿が電磁波の信号となってこの世界に渡ってきたものであり、人間の意識が霊魂として死後も遺って影響を及ぼすということはない。幽霊屋敷の調査もやはりそのような結論で終わるものの、しかし瀑にとって重大な収穫があった。蒼井戸博士は瀑の曽祖父である医学者・雨宮流洋（るよう）と旧知であり、瀑は書庫に蔵されていた流洋の著作を手に入れる。自らの家系の起源を辿るうちに慈雨を祈願する雨宮神社に行き当たった流洋は、天候を変えて雨を呼ぶ「雨乞い」の存在に着目し、神ならぬ身で天候を変えるその力を考察した『雨人研究』を著した。雨乞いの呼び寄せる雨は田地に豊かな実りをもたらすのみならず、時に世界を変え、歴史をも大きく変える。あるいはその異能は、並行世界と接触して世界のフレームをずらして行われたものかもしれない。雨を呼び、世界を変え、神に通じる特異な力を備えた人間を、流洋は「レインマン（雨人）」と呼んだ。
ほどなく瀑は、近隣のN県湍科市で「サヴァン症候群」を研究する祖父・雨宮濠重（ごうじゅう）と会い、ついに自らの謎に解答を得る。サヴァン症とは脳障害により超人的な能力を持つ症例であり、症例者は常人離れした記憶力や計算能力を持つ。濠重は、脳とは並行世界との接触を遮る一種の制御装置であり、脳機能に障害のあるサヴァンの人々は、レインのような並行世界の自分の力を借りて超人的な力を得ていると考察する。そして脳を全く持たない人間こそが究極のサヴァンであり、並行世界と繋がって世界のフレームを変え、天候はおろか世界そのものをも改変できる「レインマン」であると語る。太古の昔より受け継がれてきた子孫を守ろうとする生物の本能が無意識より意識を発生させて文明社会を築き、ついには意識の力で世界を変え得るレインマンを誕生させた。濠重は、そうした「超母性」ともいえる生物の本能によって生まれてきたレインマンである自らを強く自覚するべきと瀑に説く。やがて死んだはずの漣が瀑の前に現れる。やはり瀑と同様にレインマンの能力を持っていた漣は自殺を遂げた後に並行世界に移動し、自身の意識を触媒の人間に憑依させて再びこの世界に現れたのだった。なぜ別世界に行ったのかという瀑の問いかけに、漣は「滅びようとする世界を捨てた」と応える。瀑の生きるこの世界は破滅に向かって進みつつあり、自分はそれを捨てて別世界に逃げたのだと告げる。世界を改変することのできるレインマンでも救うことのできない絶望的な破局が、これからこの世界に訪れようとしている。
レインマンの能力を駆使しての追跡戦の後、漣は今一度並行世界にその姿を消した。

### 第3部 「雲」（クラウド）
羽田国際空港を目指し飛行していた旅客機が、航路を外れて都心に墜落した。並行世界と意識を繋いで墜落直前の機内の様子を窺った瀑は、乗客達が一様に「絶望」をその表情に浮かべる光景を目の当たりにする。旅客機が落ちたのは漣が追跡戦の際に現出させた古墳であり、まるで避けようのない悲愴な運命を悟ったような乗客達の「絶望」の表情は、あるいは漣の予言した世界の破滅を感得したものであったのかもしれない。偶然から未来を感得する能力に長けた人間達が旅客機に乗り合わせたことにより、図らずも彼らの意識の力が旅客機を墜落させた。本当に世界に危機が迫っているとすれば全人類レベルの予知が現れるはずであり、旅客機の墜落はその一端であるのかもしれない。
狙いすましたかのような古墳への落下を訝しく思った瀑は、濠重の知己である民俗学者・宗像伝奇教授の協力を得、漣の遺した前方後円墳の謎に挑む。宗像教授の慧眼は古墳と天界の星座を結びつけ、前方後円墳が彗星の形象であることを鮮やかに解明する。古来より彗星の出現は変事の前兆として人々に怖れられ、数多くの古代文明で星にまつわる遺跡が作られた。あるいは古墳を始めとするそれらの遺構は、世界の深層下で蠢く意識の力が人間の意識に働きかけ、将来訪れる危機を知らせようとしたものではないか。折しも各国で小隕石の落下が始まり、もはや漣の予言した破滅とは彗星の地球への衝突であることは疑いようもなくなった。残された時間が少ないことを知った瀑は羊ヶ山団地を訪れる。かつて超常現象を信じる住人の意識によって怪事件が起こり、超常現象を否定する住人の意識によって事件が終息したこの場所で、瀑はレインマンの能力を使って並行世界を現出させた。並行世界の存在を目の当たりにした人々はもはや超常現象を否定できなくなり、常識に囚われ超能力を抑圧していた力を開放させる。超能力者の出現は新たな超能力者の出現を誘発させて共鳴するように増殖し、やがては地球中を覆うこととなるだろう。それは畢竟、自然界の物理法則を大きく変貌させることに繋がる。
すでに2年前より、太陽系外縁のオールトの雲より双子の彗星が地球に近づきつつあることは探査されていた。各国政府は極秘裏に核爆弾による破壊を試みるものの失敗、粉微塵に分解された彗星は無数の流星群となり、そのまま軌道を変えることなく地球に接近しつつあった。流星が雨のように地球に降り注げば、それは最後の審判にも等しい空前のカタストロフをもたらすこととなる。空が晦冥し、流星雨が地球中に降り始める中、再び漣が触媒を介して姿を現した。レインマンの双生児はさながら量子論における量子もつれのごとく相反する粒子と反粒子の関係にあり、瀑の世界と漣の世界は共に並び立つことはない。並立すれば対消滅を起こす二つの世界は、どちらか一方が滅びなければならない宿命にある。レインマンの能力を駆使しての激闘の中、瀑は世界の人々に「祈り」を呼びかけた。それは自暴自棄になったわけでもなく、神頼みというわけでもない。すべてを変えるのは意識の力であり、人々の「祈り」こそがこの現実を変え得る。瀑によって増殖した超能力者達は地球を包み込み、その「祈り」は世界意識の奔流となって物理法則を変貌させた。そして………流星雨は漣の世界に降った。
雨はやみ、危機は去った。しかし世界は改変され、人々は危機があったことすら覚えていない。記憶にも記録にも残らぬ歴史の陰で、これまでも無数のレインマン達が世界を危機から救ってきたのだろう。いつかまたオールトの雲より流星の雨が降る時、新たなレインマンは覚醒する。意識とは、悠久の進化の果てに生物が獲得した力。世界は無限に存在する並行世界の重ね合わせであり、波動関数の崩壊のように意識の知覚までその結果は確定しない。すなわち世界を知ることとは世界を創ることであり、人間の意識こそが世界を形づくる。あるいは銀河の果ての姿も宇宙開闢のビッグバンも、いまだ人間の見ぬ世界は存在せずに、意識が大宇宙のすべてを知った時に世界は完成するのかもしれない。
「世界とは意識か？」
原子核を取り巻く電子雲のごとく、無限の可能性に取り巻かれる超意識。何処かに存在するその雲は、光の雨を降り注いで世界を描き出す。

## 主な登場人物
雨宮瀑（あまみや たき）
本作の主人公。母子家庭に育つが東京の大学に在学中に母・加澄が死に、遺言を委ねられた弁護士・穿地規克の言に従って「賽木超心理学研究所」に入所する。しかしほどなく双子の兄・漣との邂逅し、脳がないという自らの身体の異常を知ることとなり、脳と意識にまつわる謎を探求する。やがて脳を持たない自身が並行世界と接触して世界を改変できる超人・レインマンであると知り、漣が予言する絶望的な破局から世界を救うことを決意する。
生まれつき髪の毛が真っ白で、少年時代にはそのことが原因でいじめを受けたこともある。
物語のラストでは重なり合って存在する並行世界を現出させて常識によって抑圧されていた人々の意識の力を開放し、その力を最大限に増幅させて物理法則を大きく変貌させ、可能性の分岐を改変して流星雨の衝突による破局から世界を救った。
雨宮漣（あまみや れん）
瀑の一卵性双生児の兄で、瀑が超心理学研究所に入った直後に邂逅する。体格・顔立ちから白髪まで鏡像のように瓜二つで、瀑は驚きのあまり自分のドッペルゲンガーかと想像した。瀑と同じく脳を持たないレインマンであり、同様に世界を改変する能力を持っている。しかし瀑の生きる世界に流星雨による絶望的な破局が訪れることを予見し、瀑と出会った直後に投身自殺を遂げて別世界に移動し、瀑の存在しない世界で生き続けている。
生まれ故郷のN県湍科の因習により生後間もなく引き離されたため、瀑はその存在をまったく知らされていなかった。母とともに離郷した瀑と別れ、湍科に残って父に育てられることとなるも、すぐに父を喪い孤独な環境の中で成長した。そのことから母の愛情を一身に受けて育った瀑を憎んでおり、瀑の世界の母にガンを植えつけて死に至らしめ、現在は瀑の生まれなかった並行世界で母とともに暮らしている。右手に傷痕があり、同じく右手に傷のある人間と共鳴して操ることができ、少年時代からそうした人間に意識を憑依させてたびたび瀑の周囲に現れ、幾度となく危害を加えようとしてきた。自殺して別世界に行った後は、触媒の人間を介して常に瀑を監視している。
物語のラストでは、粒子と反粒子の相剋のごとく決して並び立つことのできない瀑の世界を滅ぼすため、触媒の人間を介して再び瀑の世界に現れた。レインマンの能力を使って地球中に防護膜の屋根を造ろうとする瀑を執拗に追い回すが、意識の力を開放した人々の「祈り」によって世界を改変され、自らの世界への流星雨の衝突とともに消滅した。
レイン
並行世界に生きる無数の瀑達。羊ヶ山団地の調査の際に初めて瀑の前に出現し、以後折に触れてイマジナリーフレンドのようにその周囲に現れ、並行世界の出来事を伝える。瀑はレイン達を通じて可能性の数だけ別れた並行世界で起こる情報を感得できるようになり、事実上「透視」や「千里眼」といえる超能力を備えることとなった。
雨の日や霧の濃い日など、湿気のある環境にしか現れない。作中では、心霊現象が雨や霧など水にかかわりが深く、またオゾン臭と冷気の発生を特徴とするのは、並行世界からの信号である高エネルギーの電磁波が未知の化学反応で水（H2O）を水素（H2）と酸素原子（O）に分解し、分解された酸素原子（O）が空気中の酸素分子（O2）と結びつきオゾン（O3）に変化させ、残された水素が空気中の熱を奪って気温の低下をもたらすためと説明され、「水、そして雨とは世界と世界をつなぐものなのかもしれない」とされている。
賽木忠
賽木超心理学研究所の所長。10年前の北関東の豪雨災害が原因となって若くして命を落とした一人娘への想いから、霊現象や超常現象を科学的に検証する超心理学の研究を始める。意識が物質に及ぼす作用を研究する観点から、脳を持たずに肉体という物質を動かしている瀑の存在を「超心理学への生きた答え」かもしれないとして注目している。
誰に対しても常に折り目正しく、瀑などの部下にも謹直な喋り方をする。
芹沢
超心理学研究所の研究員。賽木の右腕で、科学知識に造詣が深くそうした視点から賽木の研究や調査を補佐する。年嵩の所員であるため、研究所のまとめ役を務めることも多い。
黒川
超心理学研究所の研究員。メカに強く、感情ジェネレータなど研究調査に必要な様々な機械を作り上げる。また、ネットを使った情報収集も得意とする。
斜めに構えた性格で、ひねくれた言動をすることもしばしば。新参者の瀑が先輩の自分を差し置いて研究所で重用されるようになったことを快く思っていない。
泉
超心理学研究所のスタッフ。特別な技能はないが心霊現象の影響を受けやすい憑依体質で、霊の存在をいち早く感知したり、憑り代となって口寄せを行ったりもする。
自ら「心霊センサー」と称していたが、幽霊屋敷の調査で精神的プレッシャーに耐えられず、心臓マヒを起こしてショック死した。
穿地規克
瀑の亡母に瀑の後見を託された弁護士。母の遺言として瀑に賽木の研究所で働くことを伝えるが、しかし実際は瀑の祖父の濠重から依頼を受け、幼少期より瀑の生活を監視していた。
深森清華
霊能者。右脳を通じて他者の思考を読み取り、幻覚を送り込んで恐怖心を煽って人を操る能力を持つ。直感力に優れ、「全身に雨が流れるような」薄気味悪さを感じた瀑を常人ではないと見抜き、「世界を変えることができる人間」として不完全ながらも瀑の秘密を言い当てた。
本作では霊能者の存在を、発達した右脳の力で他者の脳に干渉し、並行世界からの信号を普通の人間以上に感得できる人間と定義している。
天堂阿砂
羊ヶ山団地に住む女。鋭い霊感があると評判で、団地の主婦達から悩みごとの相談を受けていたが、その正体はかつて関西で小さな宗教団体をまとめていた教祖。狂気じみた教義で信者を惑わし警察に逮捕されたが、服役後に団地の西側ブロックに住み始めた。真名美を始めとする鬱屈を抱えた少年少女を集め、彼らを洗脳してポルターガイストを引き起こし、団地中を狂乱に落とし込んだ。深森清華と同様、右脳に幻覚を送り込み人間を操る能力がある。
「心のなかにおわす神の声」の命ぜられるままに住人達を操り羊ヶ山団地を震撼させるものの、悪魔崇拝にのめり込んだ男の凶刃によって刺殺される。
小島真名美
羊ヶ山団地に住む女子中学生。祖母と二人きりで暮らしていたが一年ほど前に祖母を亡くし、途方に暮れていたところをポルターガイストを起こすことのできる力に目をつけた天堂阿砂に目をつけられる。天堂の力によって死んだ祖母が生きていると錯覚し、祖母が自身を厄介者扱いする悪罵に苛まれ、幼いころに死んだ双子の姉の幻覚に囚われていたが、瀑によって救い出される。
事件の解決後は、賽木の好意により賽木の家に引き取られて養育されることとなる。以後は超心理学研究所の調査にもたびたび関わり、持ち前のポルターガイスト能力を発揮して瀑や賽木を窮地から救ったりもした。深森清華のように右脳を通じて他者の思考を読み取る力もある。瀑に密かに憧れており、自分以外の女性が瀑に近づくとやきもちを焼くことも。
最合征司
脳科学者。賽木の大学時代の友人で、同様に心理学を専攻していたが後に脳科学に転じた。「脳が無い」という瀑の秘密を聞きつけて学術的好奇心から興味を抱き、二十年来会っていなかった賽木ともども研究所に招待し、脳機能シミュレーションロボット「Bレイン」によるデモンストレーションを披露した。
10年前に起こった犬呻村の土砂災害で家族を喪っており、瀑の備える特別な力に原因があると睨んでその存在に強い関心を抱く。瀑からは敬遠されるものの、やがて独自に雨宮流洋の『雨人研究』を入手してレインマンの存在を知り、湍科医科大学の雨宮濠重のもとにまで押しかけるが、瀑によってレインマンにまつわる記憶を抹消される。
多霧冴
最合の助手を勤める才媛。超心理学研究所の面々が最合の研究所を訪ねた際に瀑と出会うが、実際は瀑の祖父・雨宮濠重の回し者で、瀑の秘密を探ろうとする最合を牽制するために濠重の指示によって研究所に送り込まれた。N県湍科の出身で、湍科医科大学の学生時代に濠重に聡明さを見込まれて少年時代の漣の家庭教師として世話をした。濠重の母は大叔母に当たり、瀑や漣とは遠い親戚になる。
漣に対して恋愛感情を持っており、漣の自殺後は自らも自死を選んで並行世界に移動する自殺願望を抱いていた。物語のラストでは、漣にそうした感情につけ込まれて触媒として利用され、意識をコントロールされる。反粒子の世界の属性を与えられ、その力で瀑を対消滅させようとするが、雨宮濠重に阻まれて濠重とともに消失した。
Bレイン
最合の研究所が開発した脳機能シミュレーションロボット。人間の脳の様々な状態を実験するために作られたロボットで、名前は「ブレイン」（脳）をもじったもの。瀑がレインと接触する中、並行世界と思考回路が繋がって量子コンピュータ化し、並行世界から無限に供給される電力によってインテリジェントビルを破壊した。瀑と同様に脳がないが意識がある存在として「世界を知りたい」という激しい欲求を持って暴走するが、ほどなく瀑の身を案じて駆けつけた真名美が引き起こした過電流によって焼き尽くされた。
そのまま焼失したかに見えたが、無限のエネルギーの力によって時空を超え、世界の実像を知るための旅に身を投じた。その過程で自らを発展・複製し、物語の終局では11世代後の後継機達が瀑の前に現れ、意識の力が宇宙の虚像を描き出す世界の姿を語った。漣との戦いで失った瀑の右腕をサイボーグ手術で再生させた後、極微の世界を探求する旅に出ることを告げて姿を消した。
蒼井戸高視
N県出身の文学者。故人。大正年間に活躍した日本における超心理学研究の草分け的な人物であったが、千里眼の研究に異常なほどのめり込み、その非科学的な研究姿勢を非難されて学界を追放された。N県蛭沢の自邸に隠遁した後に精神に異常をきたし、「霊魂の実在を証明するため」として近隣の住人や旅人を拉致して屋敷の地下で拷問を重ね、極限の精神状態に追い詰めて殺害するという狂気の人体実験を繰り返した。殊に自閉症で他者との意思疎通ができない湍科のサヴァン症例者を好んで実験体として死に至らしめたが、 昭和の初頭、実験の最中にショック死する。
千里眼研究に感心を抱いた雨宮流洋は自著の『雨人研究』を献呈して蒼井戸と交際を持とうとしたが、常軌を逸した研究の裏側を知る。しかし蒼井戸の身辺に政界や軍関係者がいるために告発することができず、『雨人研究』はその後蒼井戸と懇意の旧陸軍の科学研究所に渡り、流洋が軍の下でサヴァン研究を強要されるきっかけとなった。
雨宮濠重
瀑の祖父。雨宮流洋の息子。湍科医科大学の学長兼院長を勤める。流洋と助手を務めていた湍科の女性・千鶴との間に生まれ、物心がついた頃から父の研究室に入り浸りサヴァン症例者を友人のようにして育ち、長じてサヴァン研究に携わることとなる。やがて父と同じく湍科の女性と結婚するものの、生まれた息子は右脳が未発達で重度の障害を発したため手術で右脳を摘出するが、しかし脳の半分を失いながらも健常者と変わらぬ生活を営むことができた。後天的に脳の半分を欠損したこの息子・湧介と大学病院に勤務していた湍科の女性である加澄が結ばれ、瀑と漣の双子のレインマンが誕生することとなる。
幽霊屋敷の調査後に久しく別れていた瀑と再会し、レインマン研究とそれにまつわる雨宮家の因縁のすべてを語り、レインマンとして生まれた意味を真摯に考えてほしいと告げる。漣が世界の破局を予言した後は、漣との戦いに巻き込むことを厭った瀑によって記憶を改変され、レインマン研究にまつわる記憶の大部分を失った。
以後はやや認知症気味となるも、しかし流星雨の到来を前にして老体を車椅子で運び、瀑を補佐した。物語のラストでは、漣によって反粒子の世界の属性を与えられた多霧冴から瀑をかばい、多霧とともに消失した。
雨宮流洋
瀑の曽祖父の医学者。故人。自らの家系の起源を探求するうちに天候を変える雨乞いの存在に着目し、世界を改変する能力を持った異能の人間・レインマンについて考察した『雨人研究』上梓する。レインマンがサヴァン症に関連があると考え、高確率でサヴァンが現れるN県湍科に関心を持って精神医学研究所を開くが、大戦前夜にレインマンに戦略人間兵器としての価値を見出した陸軍科学研究所の強い要請を受け、サヴァン症例者の交配によって人工的にレインマンを生み出す「雨人計画」に携わることとなる。
サヴァン症例者には生殖能力がないために結局計画は実現しなかったものの、自身も湍科の女性を娶ったことにより曾孫である瀑と漣の代で計画が結実することとなる。終戦と同時に「雨人計画」の記録抹消を企図した陸軍によって暗殺されるが、死の直前に時間軸を越えて時空を旅していたBレインが現れ、レインマンとして生まれる子孫の未来を告げた。
宗像伝奇
東亜文化大学民俗学教授。濠重と親交があり、旅客機墜落事故を不審に思った瀑に知恵を借す。持ち前の奇抜な着想で、茨城県の星神社古墳の装飾画に示された天津甕星から前方後円墳の造作を彗星の形象であると指摘し、日本の古墳のみならずフランスのラスコー洞窟の壁画やイギリスのストーンヘンジなどの数多くの古代遺跡の遺構が、遠い将来の彗星の到来を警告したものと看破した。
星野之宣の別作品である『宗像教授シリーズ』の主人公。本作冒頭の羊ヶ山団地編では団地に住む郷土史研究家としてカメオ出演していた。

## 用語
超心理学
精神と物質の相互作用を探求し、自然科学では解明できない超自然的現象を研究する学問。
感情ジェネレータ
人間の感情によって生ずる物質的異変を調べる機械。人間の思念が量子レベルの現実にも影響を及ぼすか否かを測定する。従来の実験においてはESPカードが用いられたが、カードによる実験では純粋な乱数を作れないため、乱数発生器が使われるようになった。人間のPK（念力）によって乱数に偏りが生じ得るか否かを実験する「地球意識プロジェクト」が1999年より世界中で始まり、アメリカ同時多発テロ事件や東日本大震災の際には偶然ではありえない乱数の偏りが検知された。
賽木研究所のものは黒川が制作し、PC上に人間の顔として表示され、乱数に1の多い場合はポジティブな表情、0が多い場合はネガティブな表情といった具合に乱数の合計を総合し、喜怒哀楽の感情表現によって再現する。
並行世界
この世界と並行して存在する別世界。「パラレルワールド」とも。可能性の分岐の数だけ無限に存在し、この世界で死んだはずの人間が生き続けている世界もある。
作中では、インテリジェントビルの崩落事故で梁の下敷きとなった瀑が一度死に、寸分たがわぬ並行世界に移動することで再び蘇った。また、あえて自殺を行って別の世界へ移る「量子自殺」という思考実験も成り立ち、漣はこの自殺によって別の並行世界へと移動した。
量子コンピュータ
量子力学に基づいて構想される次世代のコンピュータ。重ね合わせの原理を用いた並列処理によって、スーパーコンピュータが何億年もかかる計算を数秒で解くことができるといわれる。多世界解釈の支持者であるイギリスの物理学者デイヴィッド・ドイッチュが、並行世界の存在を前提に考案した。
作中では、瀑とレイン達との接触によりBレインのコンピュータが並行世界のBレインとリンクされ、スーパーコンピュータをも凌ぐ情報処理能力を獲得した。また、脳のない瀑のような人間が並行世界の自分と情報のやり取りをすることを「量子脳」と形容している。
形態共鳴
ある事象が既存の同質の事象に影響され、あたかも共鳴するかのように類似する現象。イギリスの生物学者ルパート・シェルドレイクが唱えた仮説。
作中では、よく似た並行世界同士も形態共鳴を起こして重なり合うとされる。「並行世界があるからこそ形態共鳴が起こる」とされ、一つの世界に起こった出来事は別の並行世界に波紋のように共鳴して広がり、いくつもの世界を経た後に再び元の世界にまで回帰することによって無数の類似現象が発生すると形態共鳴が生じる原因を解釈している。また、漣は自身の持つ右手の傷と似た傷を持つ人間を形態共鳴によって意識を憑依させ、分身（一種のレイン）として操ることができる。
サヴァン症候群
脳に障害を持つ人々が、特定の分野に限って超人的な能力を発揮する症例。健常者のような日常生活ができない代わりに、常人ではとてもなし得ない驚異的な記憶力や計算能力を持つ。発症者の大半は男性。発症の原因には、脳機能の障害の他に遺伝的な要因もあるといわれる。
作中では脳は並行世界との接触を遮る一種の制御装置であり、サヴァン症例者は脳障害によってそうした制御の力が欠損しているために並行世界の自身と接触することができ、超人的な能力を得ているとされる。
N県湍科
作中に登場する架空の土地。特定の家筋にサヴァン症例者が集中的に出生する特異地域で、かつては千里眼や透視能力のような一種の超能力を持つ者もおり、雨を自在に降らせることができる人間もいたとされる。穀潰しの男ばかりが生まれる土地として「男屑の村」などと揶揄されたが、サヴァンに強い関心を持った雨宮流洋によって精神医学研究所が設立され、後に軍の支援によって医科大学に発展した。かつては寂しい僻村だったが、医科大設立後は人口も増えて現在は市制が施行されている。元来は山野を漂白する「山の民」の末裔であったともいわれる。
生活能力のない男の中から稀に「世界を変える力を持つ者も現れる」という伝承も伝わっており、もしもそうした者が双子で生まれてくれば互いを消そうと争い、その災禍を受けて世界そのものが消されかねないことから、「男の双子が生まれれば一方を殺さなければならない」という因習がある。この掟により、瀑は漣と生後間もなく離別して育てられることとなった。
レインマン
雨宮流洋が自著『雨人研究』で提唱した概念。雨宮一族の起源を辿る過程で長野県埴科郡の雨宮坐日吉神社と雨乞いの伝承に興味を抱いた流洋が、天候を変える雨乞いのように世界を改変する異能を持つ人間を形容した。豊臣秀吉やナポレオンなどの歴史上の偉人、旧約聖書の伝説のノアなどもそうした存在であり、並行世界と接触する力をもって歴史を改変したとする。サヴァン症例者が多量に現れる湍科に着目した流洋はそうした能力を脳障害と関係があると考え、脳を完全に欠損して並行世界と融通無碍に接触できる人間こそが、究極のサヴァン「レインマン」であるとした。
息子の濠重は流洋の説をさらに発展させた『新・雨人研究』を記し、古代より宇宙から飛来する流星“雨”の脅威に晒されてきた生物が進化の過程で子孫を守る本能を発達させ、そうした「超母性」ともいえる本能が類人猿からヒトを発生させ、さらに無意識の中から意識を生じさせ、文明社会を築いたと考察した。意識の力で世界を改変できるレインマンは、女性だけに受け継がれるミトコンドリアDNAに遺伝因子が組み込まれ、天体の異常現象や衝突の脅威に反応して出生するとしている。

## 書誌情報
- 星野之宣『レインマン』 小学館〈ビッグコミックススペシャル〉 全7巻
  1. 2015年11月4日発行（2015年10月30日発売）/ ISBN 978-4-09-187390-3
  2. 2016年5月3日発行（2016年4月28日発売）/ ISBN 978-4-09-187688-1
  3. 2016年10月5日発行（2016年9月30日発売）/ ISBN 978-4-09-187846-5
  4. 2017年4月4日発行（2017年3月30日発売）/ ISBN 978-4-09-189470-0
  5. 2017年7月5日発行（2017年6月30日発売）/ ISBN 978-4-09-189587-5
  6. 2017年11月4日発行（2017年10月30日発売）/ ISBN 978-4-09-189733-6
  7. 2018年2月28日発行（2018年2月23日発売）/ ISBN 978-4-09-189844-9
16ページの加筆が行われている[5]。